# Alpheus rathbunae
Alpheus rathbunae är en kräftdjursart som först beskrevs av Schmitt 1924.  Alpheus rathbunae ingår i släktet Alpheus och familjen Alpheidae. Inga underarter finns listade i Catalogue of Life.